# Хибна спокуса
Хибна спокуса (англ. The Good Shepherd) — американський трилер 2006 року.

## Сюжет
Едвард Вілсон, цілеспрямований молодий чоловік поступає на службу в УСС. Це рішення змінює не тільки його життя, а й світову історію. Вілсон створює найпотужнішу секретну організацію в світі — ЦРУ. Він повинен вести подвійне життя. Ніхто, включаючи дружину і сина, не може змусити Вілсона зрадити свої принципи, які змушують його нікому не довіряти і заради досягнення мети принести в жертву все, в тому числі і власну сім'ю.

## У ролях
| Актор           | Роль                            |
| --------------- | ------------------------------- |
| Метт Деймон     | Едвард Вілсон                   |
| Анджеліна Джолі | Маргарет Рассел                 |
| Алек Болдвін    | Сем Марч                        |
| Роберт де Ніро  | Білл Салліван                   |
| Вільям Герт     | Філіп Аллен                     |
| Джо Пеші        | Джозеф Пальм                    |
| Джон Туртурро   | Рей Брокко                      |
| Біллі Крудап    | Арч Каммінґс                    |
| Теммі Бланчард  | Лаура                           |
| Майкл Гембон    | доктор Фредерікс                |
| Тімоті Гаттон   | Томас Вілсон                    |
| Джон Сешнс      | Валентин Миронов 1 / Юрій Модін |
| Кейр Дуллеа     | сенатор Джон Рассел             |
| Мартіна Гедек   | Ганна Шиллер                    |
| Гебріел Махт    | Джон Рассел молодший            |
| Лі Пейс         | Річард Гейес                    |
| Едді Редмейн    | Едвард Вілсон молодший          |
| Марк Іванір     | Валентин Міронов №2             |
| Олег Штефанко   | Улісс / Стас Сіянко             |
| Лія Кебеде      | Мірамі                          |

## Цікаві факти
- На роль молодого Едварда Вілсона спочатку був обраний Леонардо ДіКапріо, але згодом він відмовився від участі в проекті.
- Персонаж Метта Деймона, Едвард Вілсон, частково заснований на біографії Джеймса Хесус Енгелтона, засновника контррозвідки ЦРУ.
- Роберт Де Ніро працював над своїм проектом протягом 10 років.
- Арчі Каммінгс, персонаж Біллі Крудапа, частково заснований на реальному житті британського зрадника Кіма Філбі, який навчався в Кембріджському університеті, а потім завдяки британській розвідці з'ясувалося, що він був радянським шпигуном. Пізніше він полетів до Москви, де і прожив решту свого життя. Фільм відображає це, показуючи телефонну розмову Вілсона з Каммінгсом, який знаходиться в Радянському Союзі.
- Персонаж Роберта Де Ніро, генерал Білл Салліван, частково заснований на житті генерала Вільяма «Дикого Білла» Донована. Донован був главою Бюро стратегічних служб (прообраз майбутнього ЦРУ) в часи Другої світової війни.
- Філліп Аллен, персонаж, зіграний Вільямом Гертом, в деякому роді заснований на житті Аллена Даллеса, який поступив на службу в Бюро стратегічних служб і в часи Другої світової війни очолював його розвідувальний центр у Берні. Згодом став керівником ЦРУ.
- Соло, яке увійшло в саундтрек і звучить ближче до кінця фільму, виконав скрипаль Ліндсей Дойч з Лос-Анджелеса.
- Зйомки картини почалися в серпні 2005 року і завершилися в січні 2006 року в Нью-Йорку.
- Сценарій Еріка Рота довгий час називався одним з найкращих у Голлівуді, по яких не знімався фільм.
- Велика частина зйомок пройшла в Домініканській республіці.
- Існує режисерська версія фільму тривалістю 167 хвилин.

## Касові збори
Під час показу в Україні, що розпочався 22 лютого 2007 року, протягом перших вихідних фільм зібрав $113,592 і посів 3 місце в кінопрокаті того тижня. Фільм піднявся на другу сходинку українського кінопрокату наступного тижня і зібрав за ті вихідні ще $69,021. Загалом фільм в кінопрокаті України пробув 5 тижнів і зібрав $273,407, посівши 59 місце серед найбільш касових фільмів 2007 року.